# ۷۷۶ (میلادی)
۷۷۶ (میلادی) هفتصد و هفتاد و ششمین سال تقویم میلادی است.

## درگذشتگان
‎